# 水晶小屋
水晶小屋（すいしょうごや）は、北アルプス中部の水晶岳の南肩、標高2,900mの地点にある山小屋。北アルプスで一番小規模な有人小屋である。
裏銀座登山道と読売新道が、この小屋付近で合流している。1933年（昭和8年）開業。
過去に二度、台風で倒壊している。一度目は1954年、2度目は1960年。小屋主の伊藤正一が付近でのあまりに多い遭難を防ごうと建築を急いだため、であるとされている。どちらも完成直前に歴史的な台風に見舞われて全壊した。
強風で危険のため、キャンプ地はない。2007年4月9日に、ヘリの墜落事故があった。

## 小屋のデータ
※2019年シーズン
- 定員
  - 30名
- 営業期間
  - 7/10～9/30の宿泊まで
- 宿泊料金
  - 1泊2食（夕・朝） 11,200円
  - 素泊まり 7,200円
- 水場

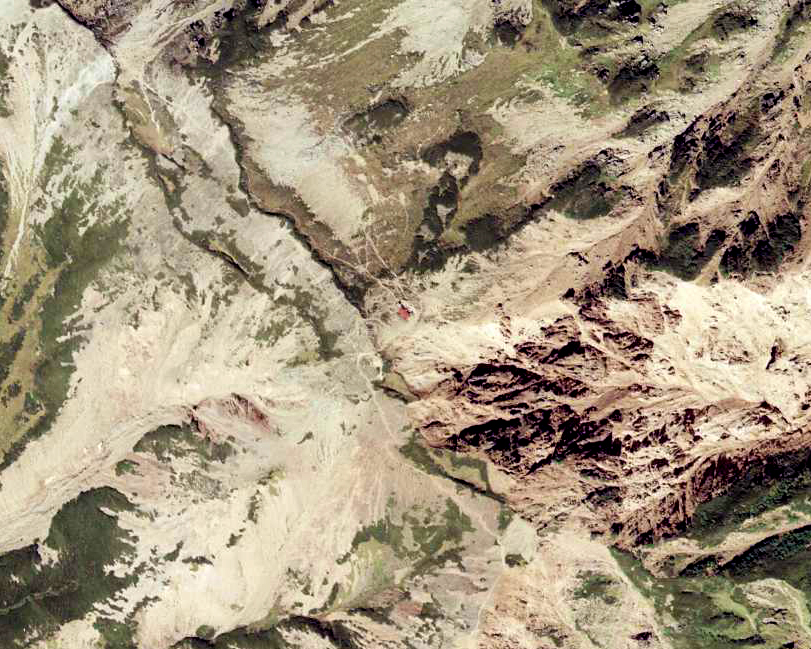
水晶小屋周辺の空中写真。画像中央の赤い屋根の小さな建物が小屋。1977年9月16日撮影。。

  - なし。市販の500mLのペットボトル水を300円で販売している。また宿泊者限定で濾過済みの天水を500mLを上限として100円で販売している（読売新道・竹村新道方面登山者は1L上限）。

## 周辺の山小屋
- 野口五郎小屋
- 三俣山荘
- 雲ノ平山荘
- 烏帽子小屋

## 周辺の山
- 水晶岳
- 野口五郎岳
- 祖父岳
- 鷲羽岳

## 関連文献
- 『黒部渓谷と雲ノ平』　山と渓谷社、1962年、ASIN B000JAKBKK
- 『北アルプスの秘境雲ノ平』　実業之日本社、1967年
- 『黒部の山賊 アルプスの怪』　ブルーガイドセンター、1994年、ISBN 4-408-61007-0

以上、伊藤正一（小屋主）の著書